# 12929 Periboea
12929 Periboea eller 1999 TZ1 är en trojansk asteroid i Jupiters lagrangepunkt L5. Den upptäcktes 2 oktober 1999 av den amerikanske astronomen Charles W. Juels vid Fountain Hills-observatoriet. Den är uppkallad efter Periboea i den grekiska mytologin.
Asteroiden har en diameter på ungefär 54 kilometer.